# Paranerita alboapicalis
Paranerita alboapicalis là một loài bướm đêm thuộc phân họ Arctiinae, họ Erebidae.